# Solnhofen

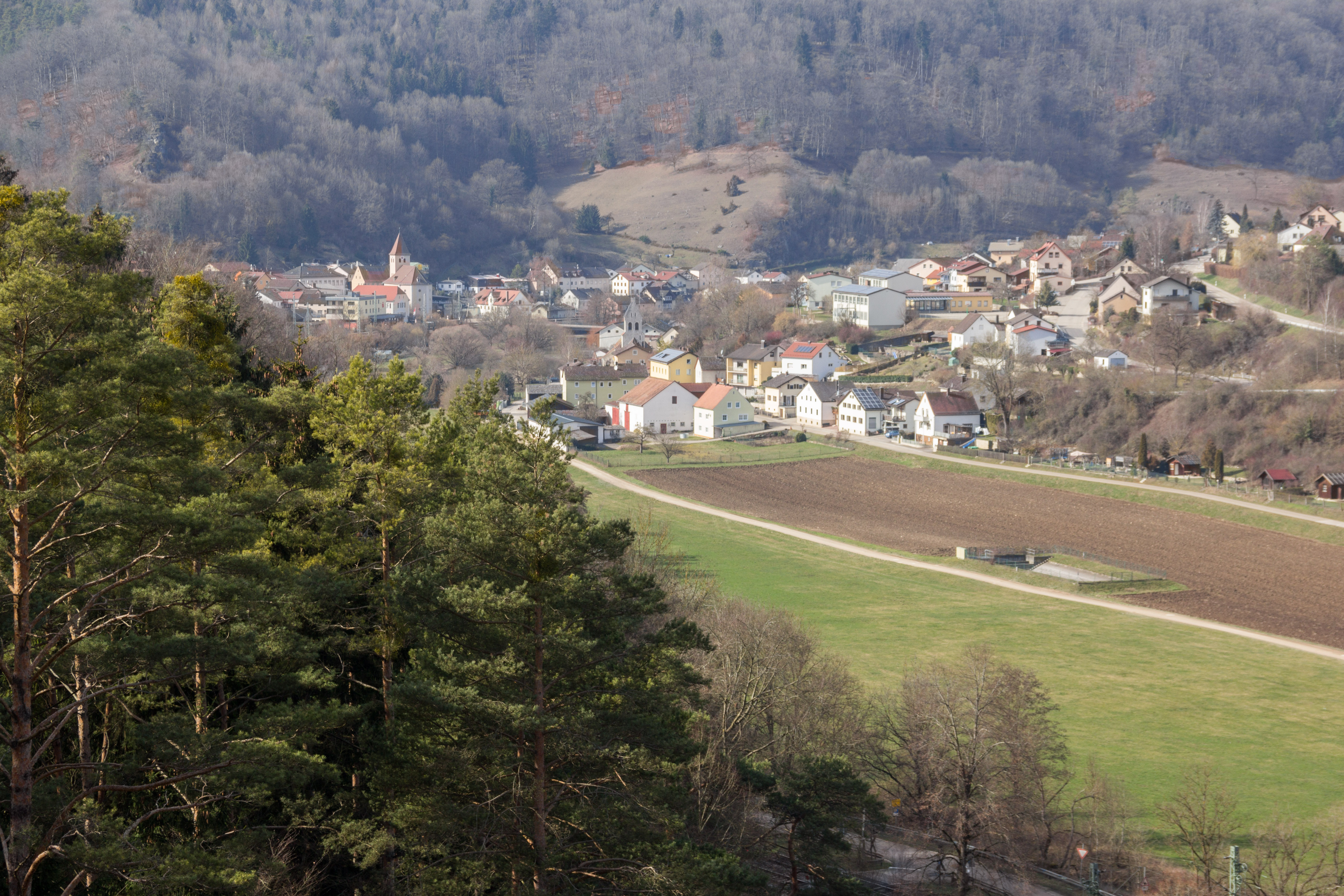
Solnhofen, Ortsansicht

Solnhofen ist eine Gemeinde an der Altmühl im Südosten des mittelfränkischen Landkreis Weißenburg-Gunzenhausen. Mit rund 1700 Einwohnern und einer Fläche von etwa 13,5 Quadratkilometern ist Solnhofen eine der flächenkleinsten, zugleich aber auch am dichtesten besiedelten Gemeinden des Landkreises Weißenburg-Gunzenhausen. Der gleichnamige Hauptort ist Sitz der Gemeindeverwaltung.
Die umliegenden Steinbrüche des Solnhofener Plattenkalks gelten als Fossillagerstätte von Weltrang, herausstechend ist der Fund des Archaeopteryx.

## Geografie

### Geografische Lage
Solnhofen liegt im Tal der Altmühl, die durch den Ort fließt. Weißenburg in Bayern liegt knapp 15 Kilometer (Luftlinie) in nordwestlicher Richtung, Eichstätt 14 Kilometer (Luftlinie) in östlicher Richtung. Jeweils etwa 25 Kilometer entfernt liegen Donauwörth (südwestlich) und Neuburg an der Donau (südöstlich). Die Mitte der Luftlinie zwischen Augsburg (südlich von Solnhofen gelegen) und Nürnberg (nördlich) läuft durch Solnhofen, beide Großstädte liegen jeweils in rund 60 Kilometern Luftlinienentfernung. Solnhofen grenzt an den Landkreis Eichstätt im Regierungsbezirk Oberbayern, der Regierungsbezirk Schwaben ist ebenfalls nahe gelegen, grenzt direkt aber nur an die Nachbargemeinde Langenaltheim. Das Gemeindegebiet ist von Wäldern wie dem Hochholz und mehreren Steinbrüchen geprägt. Östlich von Solnhofen liegt das Naturschutzgebiet Zwölf-Apostel-Felsen.

### Verkehr
Durch den Ort führen die Staatsstraßen 2217 und 2230 sowie der Altmühltalradweg. Außerdem besitzt der Ort einen Bahnhof an der Strecke München–Treuchtlingen, an dem stündlich Regionalzüge aus München bzw. Nürnberg halten. Die umsteiglosen Fahrtzeiten betragen rund 120 Minuten nach München sowie etwa 70 Minuten nach Nürnberg.
Mit kurzem Umstieg am Bahnhof Treuchtlingen sind Augsburg in rund 80 Minuten, Ansbach in etwa 50 Minuten und Würzburg in circa 130 Minuten günstig über Regionalzüge zu erreichen. Mit Umstieg in Ingolstadt ist Regensburg ca. 120 Bahnminuten entfernt. Im morgendlichen Berufsverkehr sind durch einige IC- und ICE-Halte in Treuchtlingen bzw. Ingolstadt auch schnellere Verbindungen möglich.
Solnhofen ist südöstlicher Endpunkt des Verkehrsverbundes Großraum Nürnberg.

### Gemeindegliederung
Die Gemeinde hat drei Gemeindeteile (in Klammern ist der Siedlungstyp angegeben):
- Eßlingen (Dorf)
- Hochholz (Dorf)
- Solnhofen (Pfarrdorf)

Es gibt auf dem Gemeindegebiet die Gemarkungen Eßlingen und Solnhofen. Die Gemarkung Solnhofen hat eine Fläche von 8,927 km². Sie ist in 1521 Flurstücke aufgeteilt, die eine durchschnittliche Flurstücksfläche von 5869,13 m² haben.

### Nachbargemeinden
Die mittelfränkischen Nachbargemeinden sind im Norden die Stadt Pappenheim und im Westen die Gemeinde Langenaltheim. Bereits in Oberbayern liegen die Nachbargemeinden Schernfeld (östlich von Solnhofen) und der Markt Mörnsheim, der südlich von Solnhofen gelegen ist.

### Der Solnhofener Plattenkalk
Berühmt ist Solnhofen vor allem wegen seiner Steinbrüche, die Fossilien aus dem etwa 150 Millionen Jahre alten Weißen Jura (Oberjura) enthalten. Darunter befinden sich die Überreste der in eine Lagune eingespülten Landlebewesen wie beispielsweise die des kleinen Dinosauriers Compsognathus, sechs Gattungen von Flugsauriern, verschiedenen Schildkröten und über 180 Insektenarten. Die bekanntesten und auch für die Evolutionsbiologie bedeutsamen Funde sind aber die bislang zehn Exemplare des „Urvogels“ Archaeopteryx aus Solnhofen und Umgebung. Das besterhaltene dieser Exemplare ist im Museum für Naturkunde (Berlin) zu bestaunen. Von hier kommen auch bis zu 30 cm große Fossilien von Ur-Garnelen.
Der besonders feine Kalkstein („Lithografischer Schiefer“) aus den Steinbrüchen wurde vom Erfinder der Lithografie, Alois Senefelder, als Druckmaterial verwendet; heute noch gilt der Solnhofener Plattenkalk als das weltweit beste Material für lithografische Druckplatten.

## Geschichte

### Bis zur Gemeindegründung
Bei archäologischen Ausgrabungen wurden Siedlungsspuren aus der Mittelsteinzeit, der keltischen und der römischen Epoche festgestellt. Solnhofen wird in der zweiten Hälfte des 8. Jahrhunderts unter dem Namen „Husen“ urkundlich erstmals erwähnt. Im südlichen Sualafeld gehörte es zu den frühen religiösen Zentren, von denen aus Ostfranken erschlossen wurde. 

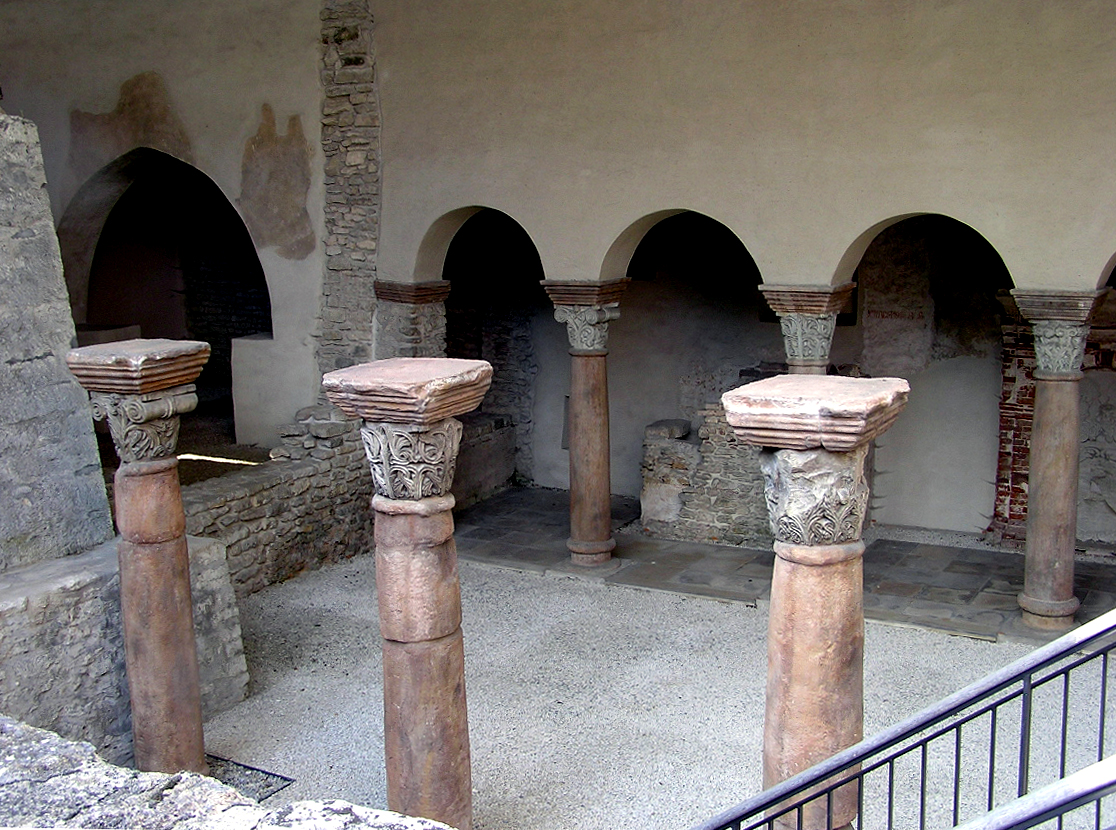
Sola-Basilika

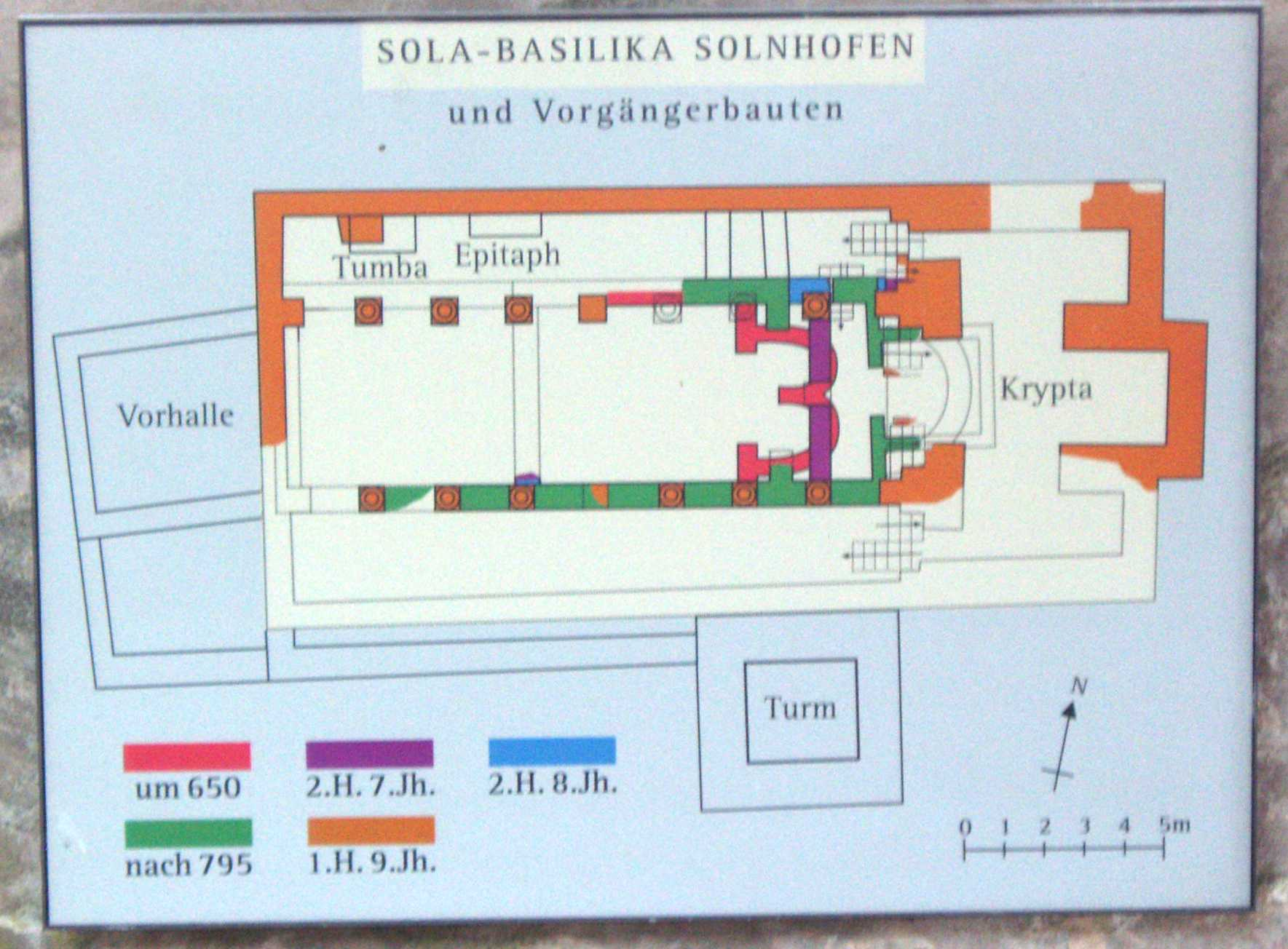
Sola-Basilika, Grabungsbefund

Als Sualo, um dessen Leben sich viele Legenden ranken, am 3. Dezember 794 starb (nach den Fuldaer Totenannalen am 4. Dezember 794), vermachte er den Ort „Solaehofinum“ (so 790 genannt), woraus sich die Bezeichnung Solenhofen/Solnhofen entwickelte, mitsamt der „cella Solnis/Suolonies“ dem Königskloster Fulda. Um 754 gründete der angelsächsische Missionar Sola ein Kloster, das später nach ihm Solnhofen benannt wird. Zu der nunmehr Fuldaischen Propstei Solnhofen, ab 836 als Benediktinerkloster nachweisbar, gehörten im 9. Jahrhundert 20 Höfe. 834 wurde durch den kaiserlichen Hofkaplan Gundram als Propst der Leichnam Solas in einem Hochgrab, einer aus Kalkstein gemauerten Tumba, neu beigesetzt. Nach den Fuldaer Traditionen, von denen der Jesuit Brower 1612 berichtet, wurde Sola aber „auf Anordnung Papst Gregors IV. (Papst von 827/28 bis 844) den Himmlischen zugeschrieben und nach Fulda überführt“. Anstelle der damals errichteten Kirche weihte der Eichstätter Bischof Gundekar II. (reg. 1057–1075) eine neue Kirche, eine frühromanische Säulenbasilika, von der sich noch ein 21 m langes Seitenschiff mit vier Arkadenbögen und der (leeren) Tumba des Heiligen Sola erhalten hat.
Die Fuldaer Besitzungen unterstanden außerdem den Grafen von Truhendingen als Schutzvögte, die eine St. Veit-Pfarrkirche errichteten. Die Trennungslinie zwischen den beiden Herrschaftsbereichen war die heutige auf der Jurahöhe führende Senefelder Straße. Durch zunehmende Verschuldung gezwungen, verkauften die Grafen den Ort Mühlheim an der Gailach, der einst zu Solas Besitz gehörte, 1282 an Bischof Reinboto von Eichstätt. 1310 erbten die Burggrafen von Nürnberg, die späteren Markgrafen von Ansbach-Brandenburg, die restlich verbliebenen Rechte der Truhendinger. 1420 wurde der Ort während des Bayerischen Krieges durch den Bayernherzog Ludwig der Gebartete niedergebrannt. Vergeblich versuchten immer wieder Pröpste, sich vom Kloster Fulda zu lösen, 1478 gar durch einen Prozess in Rom.
Entscheidendes tat sich erst wieder im 16. Jahrhundert. Ab 1500 lag der Ort als Teil der Ansbacher Markgrafschaft im Fränkischen Reichskreis. Von 1525 bis 1534 wurde die Propstei unter Markgraf Kasimir von Brandenburg-Kulmbach säkularisiert; weltliche markgräfliche Amtmänner verwalteten die ehemaligen Klostergüter weiter. Die Klosterkirche wurde Pfarrkirche, während die bisherige, vogtische Pfarrkirche St. Veit von 1544 an noch zwei Jahrhunderte lang als Wohnhaus diente und später abgerissen wurde. 1533 wurde die evangelische Nürnberg-Brandenburgische Kirchenordnung gegen den Widerstand sowohl des Propstes als auch des Pfarrers eingeführt. Im Dreißigjährigen Krieg hatte Solnhofen unter Einquartierungen und Ausplünderungen zu leiden; von 1634 bis 1640 gab es keinen Pfarrer am Ort.
Für 1720 ist ein Flügelaltar mit Darstellungen von Wundern des heiligen Sola nachgewiesen, der 1734 bei einer Renovierung der Solabasilika entfernt wurde. 1782 wurde die baufällige Basilika größtenteils abgebrochen und die evangelische St. Veitskirche in unmittelbarer Nähe und teilweise auf Resten der Basilika im Markgrafenstil erbaut und 1785 eingeweiht. 1791 verkaufte der letzte Ansbacher Markgraf seine Besitzungen und Rechte und damit Solnhofen an Preußen, wo es bis 1803 verblieb, als der Ort durch Gebietstausch an das Königreich Bayern abgetreten wurde. Mit dem Gemeindeedikt von 1818 entstand die politische Gemeinde.
Von 1649 bis etwa 1800 bestand in Solnhofen eine Glasindustrie, gegründet von Hans Greiner aus Konstein. In dieser Zeit kamen in mehreren Schüben Exil-Protestanten aus Österreich nach Solnhofen.

### 19. und 20. Jahrhundert
Im Jahr 1870 wurde der durch Solnhofen führende Abschnitt Ingolstadt–Treuchtlingen der Bahnstrecke München–Treuchtlingen eröffnet. Die Zunahme der katholischen Bevölkerung im 19. Jahrhundert führte 1903 bis 1905 zum Bau der katholischen St. Solakirche. 1963 wurde diese zur Kuratie erhoben, die 2005 805 Katholiken umfasste.

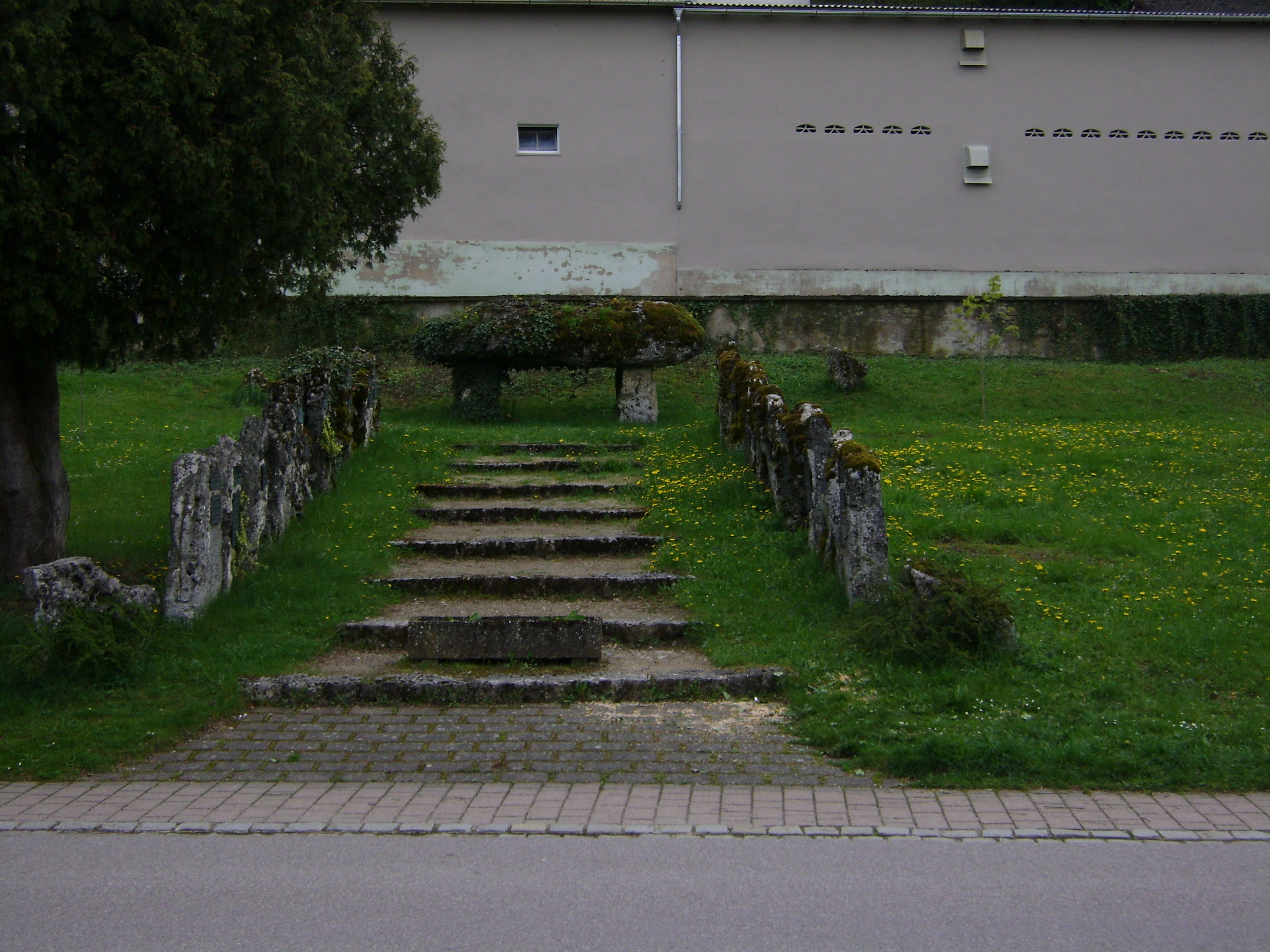
Kriegerdenkmal in der Bahnhofsstraße

1935 wurde in der Bahnhofsstraße ein Kriegerdenkmal errichtet, welches von Ludwig Eberle erschaffen wurde.
Von 1961 bis 1979 wurden im ehemaligen Klosterbereich archäologische Grabungen durchgeführt, die zeigten, dass schon vor Sola hier zwei Kirchen standen, zunächst ein kleiner Kirchenbau aus der Mitte des 7. Jahrhunderts, der durch Anbauten um 700 zu einer größeren Kirche, das eventuell bereits ein Kloster wurde, da zwei getrennte Räume nachgewiesen wurden. Diese zweite Kirche fiel den Kriegszügen Karl Martells 725 und 728 gegen die Bayern zum Opfer. Sie wurde nach 794 als Saalkirche mit zwei Säulenreihen und erhöhtem Chorraum und Stollenkrypta wiedererrichtet und dürfte die nach Umbauten oder nach endgültiger Fertigstellung von Gundekar II. geweihte Kirche sein. 1977 wurde zu der noch vorhandenen Säulenreihe eine zweite in Kopie errichtet; die originalen Rundsäulen mit Kapitellen sind in das Archäologische Museum München verbracht worden. Dort befindet sich das vermutlich zur Solabasilika gehörende, um 1065 entstandene „Solamedaillon“, ein Rundrelief mit der Darstellung eines Fackelträgers.

### Eingemeindungen
Im Zuge der Gebietsreform in Bayern wurde am 1. Juli 1971 die Gemeinde Eßlingen eingegliedert.

## Politik

### Gemeinderat
Die Gemeinderatswahl 2020 erbrachte folgende Sitzverteilung:
- CSU-Freie Wähler: 7 Sitze
- SPD: 5 Sitze

Bei den Kommunalwahlen am 30. März 2014 fielen alle zwölf Sitze an die Bürgerliste Solnhofen, in der die Kandidaten von CSU, SPD und Freien Wählern gemeinsam antraten.

### Wappen
|                                                                                                  | Blasonierung: „Geteilt; oben in Silber ein schwarzes Kreuz, unten dreimal geteilt von Rot und Gold.“ |
| Wappenbegründung: Das schwarze Kreuz stellt das Fuldaer Stiftskreuz dar. Wappenführung seit 1948 | |

## Kultur und Sehenswürdigkeiten

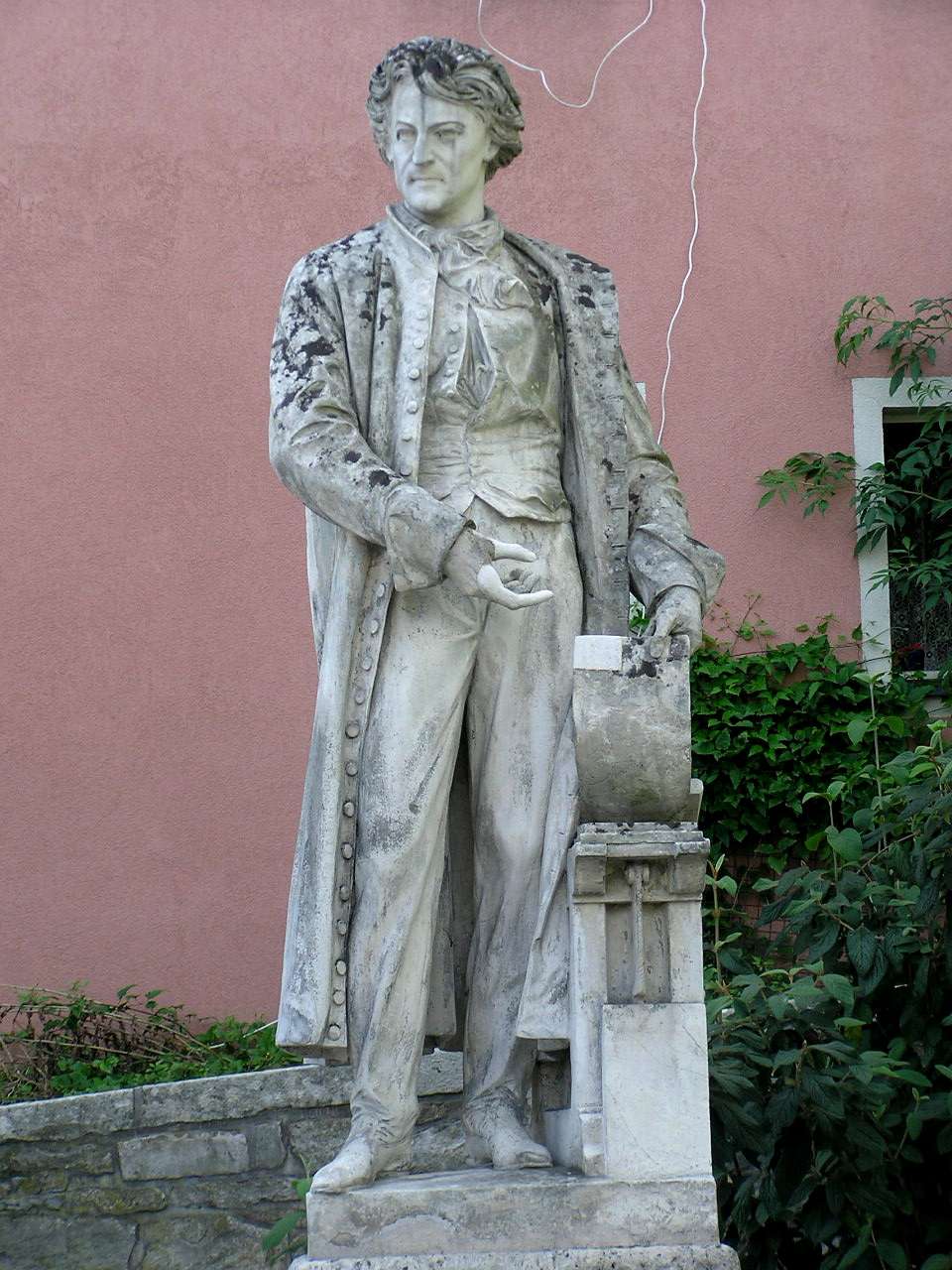
Alois-Senefelder-Denkmal

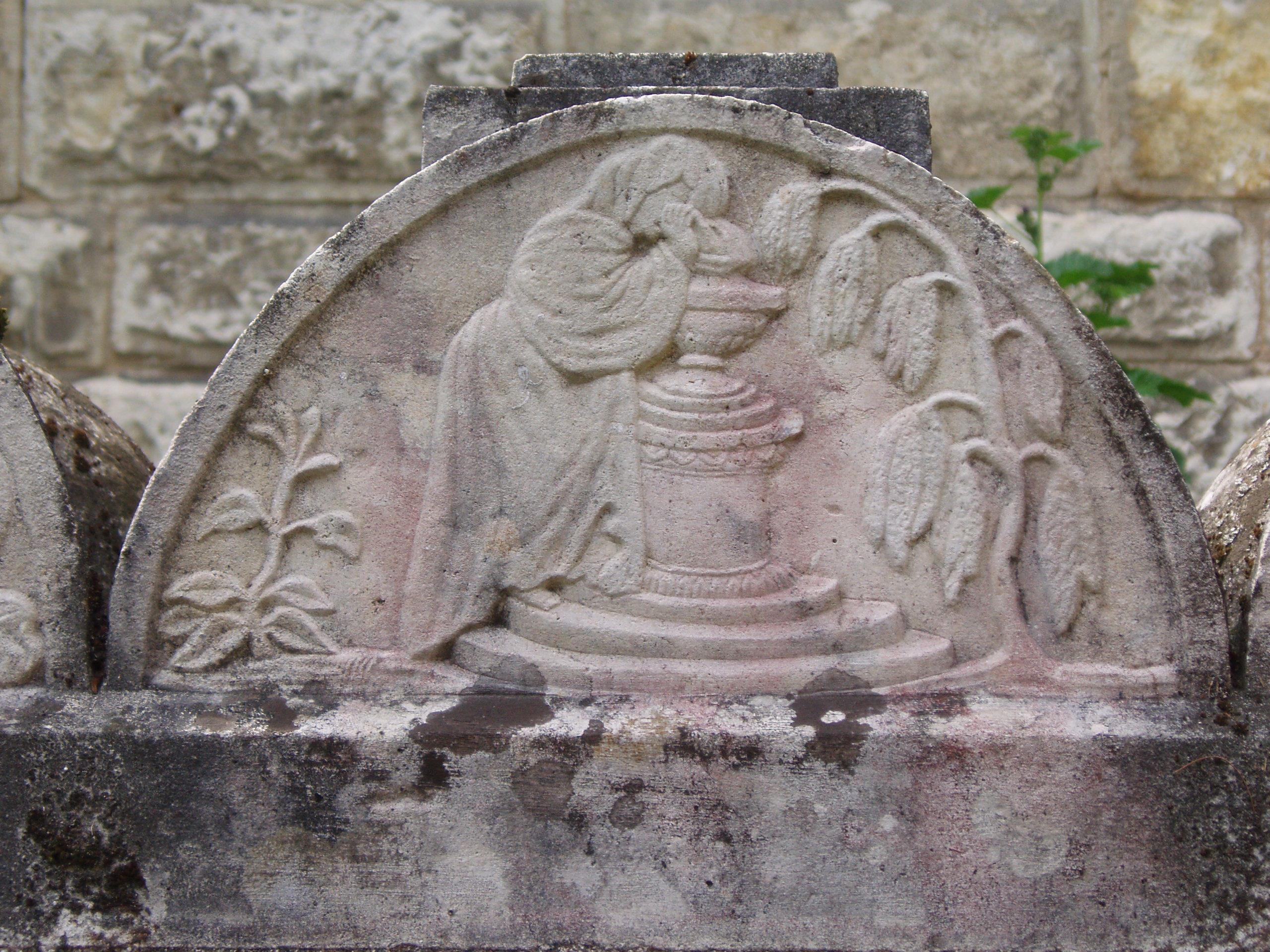
Pfarrgarten St. Veit, Grabstein-Detail

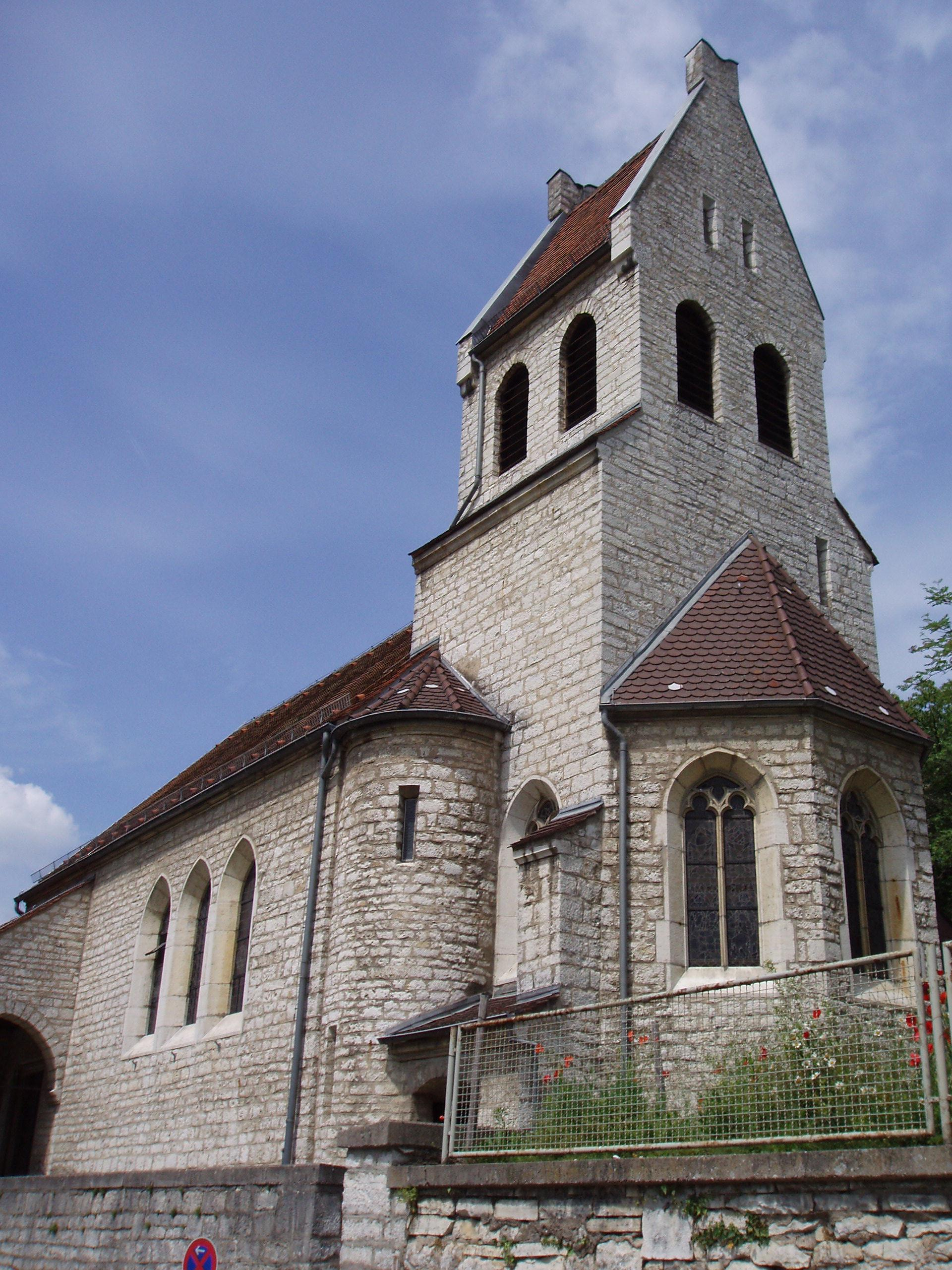
Katholische St. Sola-Kirche

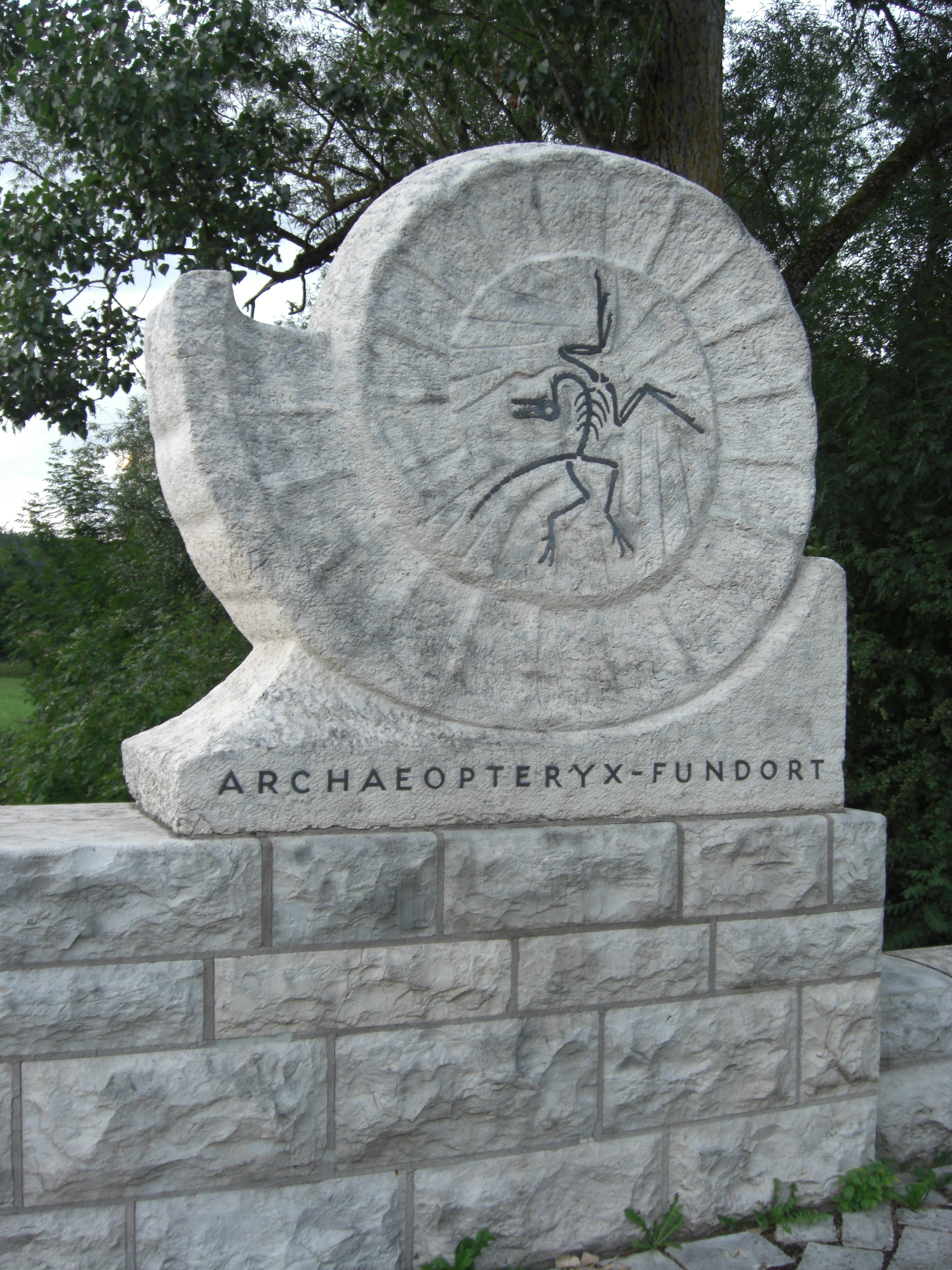
Archaeopteryx-Denkmal bei Solnhofen

### Museum
Das modern gestaltete, mit viel Solnhofener Stein ausgebaute Bürgermeister-Müller-Museum im Rathaus zeigt eine einzigartige Sammlung von Fossilien aus dem Plattenkalk. Besonders reichhaltig vertreten ist die Welt der Fische. Wertvollste Stücke sind die Originale des 6. und 9. Urvogels (Archaeopteryx). Auch sind hier eine historische Lithografie-Presse (bei Voranmeldung mit Vorführung) und Lithografien zu sehen.

### Baudenkmäler
- Die Solnhofener Solabasilika zählt mit ihren Säulen aus karolingischer Zeit zu den ältesten Baudenkmälern Deutschlands. Bei Ausgrabungen dort entdeckten Wissenschaftler von der Universität Heidelberg bis in die Mittelsteinzeit zurückreichende Siedlungsspuren.
- Die evangelisch-lutherische St. Veit-Pfarrkirche ist ein Bau im so genannten Markgrafenstil (Kanzel und Orgel sind über dem Altar angebracht) und wurde auf dem südlichen Seitenschiff der ehemaligen Solabasilika 1784 errichtet. Der 29 Meter hohe Turm mit seinem Spitzhelm hat im Untergeschoss noch Teile des Kirchturms aus dem 11. Jahrhundert. Im Innern der Kirche sind ältere Grabplatten angebracht. Im Pfarrgarten stehen eindrucksvolle Grabsteine des früheren Friedhofes.
- Das ursprünglich 5,5 Meter hohe Senefelder-Denkmal befindet sich in der Ortsmitte auf einem kleinen Platz unweit der Sola-Basilika. Es wurde 1845 von Etienne Hippolyte Maindron (* 1801; † 1884) aus südfranzösischem Sablonière-Kalkstein für den Pariser Lithografen Alfred Léon Lemercier geschaffen. Sein ursprünglicher Standort war ein Pariser Salon, von wo aus es 1846 in den Privatpark Lemerciers verbracht wurde. Bei Auflösung von dessen Firma 1901 ersteigerte das Denkmal Hermann Weinmann, Direktor der Solenhofener-Aktien-Vereins. Am 9. Oktober 1904 wurde es neben einer 1871 gepflanzten Friedenslinde in Solnhofen eingeweiht. 1965 wurde es im Zuge einer Straßenverbreiterung wenige Meter entfernt an den heutigen Standort versetzt. Bei dieser Gelegenheit wurde ein neuer Sockel aus Juramarmor untergesetzt, so dass die Gesamthöhe nur mehr 3,5 Meter beträgt.
- Die katholische Kirche St. Sola, Filialkirche von Pappenheim, wurde nach einem Entwurf von Friedrich Niedermayer, Regensburg, 1905 in frühgotischem Stil aus Jura-Kalksteinen errichtet. Sie birgt links im Chorraum ein Sola-Reliquiar. Die Reliquie ist ein Geschenk des Fuldaer Bischofs Christoph Florentius Kött an den Eichstätter Bischof bei dessen Besuch 1867 in Fulda. Spätgotische Plastiken stammen aus St. Lambertus in Treuchtlingen.

### Tourismus
Solnhofen ist trotz einer langen touristischen Tradition nach wie vor ein recht beschaulicher und ruhiger Ort mit einer überschaubaren Anzahl gastronomischer und touristischer Angebote. Touristische Kernangebote sind einerseits das bereits oben genannte Bürgermeister-Müller-Museum, zum anderen die sehr guten Möglichkeiten für Kanu-, Rad- und Wanderurlaube.

### Bildung
Solnhofen besitzt einen Kindergarten mit einer Kinderkrippe. Es gibt im Ort nur eine Grundschule, weshalb die meisten älteren Kinder mit Bus oder Bahn in die Senefelder-Schule in Treuchtlingen fahren.

## Sonstiges
Nach dem Ort ist der Asteroid des inneren Hauptgürtels (3229) Solnhofen benannt.

## In Solnhofen geboren
- Georg Dechant (1893–1978), Politiker (NSDAP) und SA-Führer
- Richard Arauner (1902–1936), NS-Agrarfunktionär und SS-Oberführer
- Peter Knobloch (* 1957), Kabarettist